# Salix kungmuensis
Salix kungmuensis là một loài thực vật có hoa trong họ Liễu. Loài này được Mao & W.Z. Li miêu tả khoa học đầu tiên năm 1986.